# Ostrovo (distrikt)
Ostrovo (bulgariska: Острово) är ett distrikt i Bulgarien.   Det ligger i kommunen Obsjtina Zavet och regionen Razgrad, i den nordöstra delen av landet, 280 km öster om huvudstaden Sofia.
Trakten runt Ostrovo består till största delen av jordbruksmark. Runt Ostrovo är det ganska tätbefolkat, med 83 invånare per kvadratkilometer.